# Imperial (Pennsylvania)
Imperial ist ein Census-designated place im Allegheny County, Pennsylvania (USA). Das U.S. Census Bureau hat bei der Volkszählung 2020 eine Einwohnerzahl von 2.722 ermittelt.
Der Ort liegt etwa 20 Kilometer westlich von Pittsburgh.